# Xysticus auctificus
Xysticus auctificus là một loài nhện trong họ Thomisidae.
Loài này thuộc chi Xysticus. Xysticus auctificus được Eugen von Keyserling miêu tả năm 1880.